# Joseph de Mose Piza
Joseph de Mose Piza (* 28. Februar 1824 in Altona; † 26. September 1879 in Hamburg) war ein deutscher Rabbiner, Kantor, Journalist und Übersetzer.

## Leben und Wirken
Joseph de Mose Piza absolvierte ein Philosophiestudium an der Universität Göttingen und der Universität Heidelberg. Anschließend unterrichtete er als Lehrer in Oldenburg. 1854 erhielt er einen Ruf der Israelitischen Freischule, an der er Sprachunterricht erteilte. Seit 1855 fungierte er gemeinsam mit David Meldola als Kantor am Neuen Israelitischen Tempelverein. Beide waren Mitglieder der Portugiesisch-Jüdischen Gemeinde. Seit 1859 wirkte Piza dort als Oberkantor. Von 1863 bis 1869 war er Abgeordneter der Hamburgischen Bürgerschaft.
Piza war als Religionslehrer sehr beliebt. Sein ehemaliger Schüler Ferdinand Meisel notierte in seinen Memoiren 1917: „Auch unser Religionslehrer Dr. Piza war ein hervorragender Mann, der die deutsche Sprache meisterhaft beherrschte. Seine stattliche Gestalt, sein prächtiger, dunkler Vollbart, sein herrliches Organ sind mir unvergesslich.“
Als Übersetzer widmete sich Piza 1856 dem Roman Marie Henriquez Morales von Grace Aguilar. 1876 veröffentlichte er den „Katalog der Bibliothek der fünf vereinigten Logen in Hamburg“, der heute als verschollen gilt. 1862 wurde er Redakteur beim Norddeutschen Volksblatt. Von 1864 bis 1871 redigierte er gemeinsam mit Isaac Salomon Meyer die Zeitschrift Freischütz. 1872 übernahm er die Schriftleitung der Reform, die zu den wenigen jüdischen Blättern Hamburgs gehörte.
Nach Inkrafttreten der Hamburger Verfassung von 1860, die eine Trennung von Kirche und Staat vorsah, übernahm Piza 1866 die staatlich verfügte Konfirmation von vier Jungen und einem Mädchen. Ernst Philipp Karl Lange ehrte Piza 1867 mit dem Roman Jane, die Jüdin.